# Virusoid
Virusoide sind Viren, deren Verpackung und Ausschleusung von der Anwesenheit eines Helfervirus in derselben infizierten Zelle abhängig sind. Im Gegensatz zu der Gruppe der Satelliten-Viren können sie unabhängig von diesem zweiten Virus ihr Genom und ihre Virusproteine synthetisieren. Die Virusoide kodieren klassischerweise nicht für ihre eigenen Verpackungsproteine, d. h. Proteine, die die Virushülle oder das Kapsid bilden. Das Genom der Virusoide ist mit eigenen Nukleoproteinen assoziiert. Manchmal werden auch Satellitenviren fälschlicherweise als Virusoide bezeichnet.
Das bekannteste Virusoid ist das Hepatitis-D-Virus aus der Gattung Deltavirus, das nur bei gleichzeitiger Anwesenheit des Hepatitis-B-Virus infektiöse Virionen bilden kann, indem es vorhandene Strukturen (HBsAg) als Hüllprotein benutzt. Weitere Vertreter finden sich in der Familie Kolmioviridae, zu der die Gattung Deltavirus gehört.